# Lisanne Huisman
Lisanne Huisman (Zoetermeer, 1 september 1987) is een Nederlands voormalig shorttrackster.
Op het Nederlands kampioenschap shorttrack 2005 won Huisman brons bij de junioren B en een seizoen later in 2006 werd ze Nederlands kampioen bij de junioren A. Dat jaar werd ze lid van de Nationale Training Selectie. Op 20 april 2006 werd ze in haar woonplaats Zoetermeer verkozen tot Sportvrouw van het Jaar. In het seizoen 2007 reed ze het Nederlands kampioenschap shorttrack 2007 en het wereldkampioenschap shorttrack junioren 2007.

## Persoonlijke records
| Afstand    | Tijd     | Datum    | Baan       | Land |
| ---------- | -------- | -------- | ---------- | ---- |
| 500 meter  | 47,915   | 11-03-06 | Heerenveen | NED  |
| 800 meter  | 1.31,240 | 30-10-04 | Zoetermeer | NED  |
| 1000 meter | 1.39,424 | 27-01-05 | Champéry   | SUI  |
| 1500 meter | 2.31,112 | 04-12-05 | Heerenveen | NED  |
| 3000 meter | 5.28,880 | 12-03-06 | Heerenveen | NED  |